# Vodacom Cup
La Vodacom Cup fue un campeonato de rugby que se disputó en Sudáfrica y era organizada por la South African Rugby Union. Se celebró anualmente desde 1998 hasta el 2015 y contó con el patrocinio de la empresa telefónica Vodacom.
Fue la tercera competición más prestigiosa de Sudáfrica, detrás del Super Rugby y la Currie Cup que se disputa entre julio y octubre. Se disputaba al mismo tiempo que el Super Rugby y funcionó como una competencia de desarrollo importante para el rugby de ese país.
El concurso estaba abierto a las catorce uniones provinciales de rugby de Sudáfrica que también participan en la Currie Cup, pero también contó con equipos de invitación de fuera del país - los Welwitschias de Namibia jugaron en la competencia entre 1999 y 2001 y en 2010 y 2011, los Pampas XV de Argentina participaron entre 2010 y 2013 y los Simba XV de Kenia participarán en 2014. Además, Limpopo Blue Bulls (normalmente parte del equipo de Blue Bulls) también participó como equipo independiente desde 2013.

## Equipos participantes
| Equipos de la Vodacom Cup |                       |                      |                     |
| Equipo                    | Primera participación | Número de temporadas | Otros nombres       |
| Blue Bulls                | 1998                  | 16                   |                     |
| Boland Cavaliers          | 1998                  | 16                   | Boland              |
| Border Bulldogs           | 1998                  | 16                   | Border              |
| Eastern Province Kings    | 1998                  | 16                   | Mighty Elephants    |
| Falcons                   | 1998                  | 16                   |                     |
| Free State XV             | 1998                  | 16                   | Free State Cheetahs |
| Golden Lions              | 1998                  | 16                   |                     |
| Griffons                  | 1998                  | 16                   | Northern Free State |
| Griquas                   | 1998                  | 16                   | Griqualand West     |
| Leopards XV               | 1998                  | 16                   | North West          |
| Limpopo Blue Bulls        | 2013                  | 1                    |                     |
| Pampas XV1                | 2010                  | 4                    |                     |
| Pumas                     | 1998                  | 16                   | Mpumalanga Pumas    |
| Sharks XV                 | 1998                  | 16                   | Natal Wildebeest    |
| Simba XV                  | 2014                  | 0                    |                     |
| SWD Eagles                | 1998                  | 16                   |                     |
| Welwitschias              | 1999                  | 5                    | Namibia Kudus       |
| Western Province          | 1998                  | 16                   |                     |

Notas
- 1 Los Pampas XV abandonaron la competición para integrarse a la Pacific Rugby Cup.[1]

## Finales
| Temporada     | Campeón             | Resultado | Finalista           |
| ------------- | ------------------- | --------- | ------------------- |
| 1998 Detalles | Griqualand West     | 57–0      | Golden Lions        |
| 1999 Detalles | Golden Lions        | 73–7      | Griqualand West     |
| 2000 Datalles | Free State Cheetahs | 44–24     | Griqualand West     |
| 2001 Detalles | Blue Bulls          | 42–24     | Boland Cavaliers    |
| 2002 Detalles | Golden Lions        | 54–38     | Blue Bulls          |
| 2003 Detalles | Golden Lions        | 26–17     | Blue Bulls          |
| 2004 Detalles | Golden Lions        | 35–16     | Blue Bulls          |
| 2005 Detalles | Griquas             | 27–25     | Leopards            |
| 2006 Detalles | Falcons             | 25–17     | Natal Wildebeest    |
| 2007 Detalles | Griquas             | 33–29     | Blue Bulls          |
| 2008 Detalles | Blue Bulls          | 25–21     | Free State Cheetahs |
| 2009 Detalles | Griquas             | 28–19     | Blue Bulls          |
| 2010 Detalles | Blue Bulls          | 31–29     | Free State Cheetahs |
| 2011 Detalles | Pampas XV           | 14–9      | Blue Bulls          |
| 2012 Detalles | Western Province    | 20–18     | Griquas             |
| 2013 Detalles | Golden Lions        | 42–28     | Pumas               |
| 2014 Detalles | Griquas             | 30–6      | Golden Lions        |
| 2015 Detalles | Pumas               | 24–7      | Western Province    |

### Palmarés
|    | Equipo                 | Campeón | Subcampeón | Semifinalista | Cuartos de final | Temporadas ganadas           |
| -- | ---------------------- | ------- | ---------- | ------------- | ---------------- | ---------------------------- |
| 1  | Golden Lions           | 5       | 1          | 0             | 6                | 1999, 2002, 2003, 2004, 2013 |
| 2  | Griquas                | 4       | 3          | 3             | 2                | 1998, 2005, 2007, 2009       |
| 3  | Blue Bulls             | 3       | 6          | 2             | 2                | 2001, 2008, 2010             |
| 4  | Free State Cheetahs    | 1       | 2          | 3             | 3                | 2000                         |
| 5  | Falcons                | 1       | 0          | 3             | 0                | 2006                         |
| 6  | Western Province       | 1       | 0          | 3             | 4                | 2012                         |
| 7  | Pampas XV              | 1       | 0          | 0             | 2                | 2011                         |
| 8  | Sharks XV              | 0       | 1          | 5             | 3                |                              |
| 9  | Boland Cavaliers       | 0       | 1          | 4             | 3                |                              |
| 10 | Leopards               | 0       | 1          | 3             | 2                |                              |
| 11 | Pumas                  | 0       | 1          | 2             | 1                |                              |
| 12 | Eastern Province Kings | 0       | 0          | 1             | 3                |                              |
| 13 | SWD Eagles             | 0       | 0          | 1             | 1                |                              |
| 14 | Border Bulldogs        | 0       | 0          | 0             | 0                |                              |
| 14 | Griffons               | 0       | 0          | 0             | 0                |                              |
| 14 | Limpopo Blue Bulls     | 0       | 0          | 0             | 0                |                              |
| 14 | Simba XV               | 0       | 0          | 0             | 0                |                              |
| 14 | Welwitschias           | 0       | 0          | 0             | 0                |                              |

## Vodacom Shield
| Temporada | Campeón          | Resultado | Finalista        |
| --------- | ---------------- | --------- | ---------------- |
| 2001      | Griffons         | 40–27     | Mighty Elephants |
| 2002      | Mighty Elephants | 26–20     | Natal Wildebeest |
| 2003      | Border Bulldogs  | 32–0      | Griquas          |
| 2004      | Boland Cavaliers | 19–12     | SWD Eagles       |